# Villelongue-dels-Monts
Villelongue-dels-Monts település Franciaországban, Pyrénées-Orientales megyében. Lakosainak száma 1917 fő (2022. január 1.). Villelongue-dels-Monts Brouilla, Saint-Génis-des-Fontaines, Laroque-des-Albères, L’Albère, Montesquieu-des-Albères és Banyuls-dels-Aspres községekkel határos.

## Népesség
A település népessége az elmúlt években az alábbi módon változott:
| Lakosok száma | 1545 | 1644 | 1729 | 1706 | 1743 | 1780 | 1815 | 1858 | 1917 |
|               | 2013 | 2015 | 2016 | 2017 | 2018 | 2019 | 2020 | 2021 | 2022 |